# Hemirrhagus gertschi
Hemirrhagus gertschi är en spindelart som beskrevs av Pérez-Miles och Locht 2003. Hemirrhagus gertschi ingår i släktet Hemirrhagus och familjen fågelspindlar. Inga underarter finns listade i Catalogue of Life.